# 奔戈乡
奔戈乡，是中华人民共和国四川省甘孜藏族自治州理塘县下辖的一个乡镇级行政单位。

## 行政区划
奔戈乡下辖以下地区：
拖仁村、扎吉贡巴村、阿超村、拉扎村、格扎村、卡灰村、扎嘎村、萨戈村、阿戈村、阿扎村、尼玛村、坝穷村和曲河村。